# Betterton
Betterton é uma cidade  localizada no estado americano de Maryland, no Condado de Kent.

## Demografia
Segundo o censo americano de 2000, a sua população era de 376 habitantes.
Em 2006, foi estimada uma população de 361, um decréscimo de 15 (-4.0%).

## Geografia
De acordo com o United States Census Bureau tem uma área de
2,3 km², dos quais 2,3 km² cobertos por terra e 0,0 km² cobertos por água. Betterton localiza-se a aproximadamente 22 m acima do nível do mar.

## Localidades na vizinhança
O diagrama seguinte representa as localidades num raio de 20 km ao redor de Betterton.